# Campeonato Argentino de Futebol de 2016
O Campeonato Argentino de Futebol de 2016 - Copa Axion Energia foi uma competição com organização da Asociación del Fútbol Argentino (AFA) entre 5 de fevereiro e 29 de maio.
Foi um torneio curto, com um formato diferente das últimas edições, disputado na primeira metade do ano. Era uma nova transição, a fim de reorganizar as competições do futebol argentino com o calendário do futebol europeu.

## Regulamento
As trinta equipes foram divididas em duas zonas de quinze equipes. Cada equipe disputou um total de dezesseis jogos, sendo quatorze dentro de sua zona e mais duas partidas contra equipes da outra zona. Os pontos conquistados pelas equipes nestes confrontos foram adicionados na classificação da área a que pertenciam.
Aqueles que terminaram em primeiro lugar em cada um dos seus grupos se classificaram para a final, em campo neutro, com partida única, para definir o campeão. As equipes que ocuparão o segundo lugar em cada zona disputou uma partida extra, que determinou a ordem em que as equipes ocuparia os lugares na Copa Libertadores 2017.
Somente uma equipe foi rebaixada nesta edição para a Segunda Divisão Argentina.

## Primeira Fase

### Zona 1
| Pos. | Equipes            | P  | J  | V  | E | D | GP | GC | SG  | Classificação                                              |
| ---- | ------------------ | -- | -- | -- | - | - | -- | -- | --- | ---------------------------------------------------------- |
| 1    | San Lorenzo        | 34 | 16 | 10 | 4 | 2 | 23 | 16 | +7  | Classificado para Grande Final e Copa Libertadores de 2017 |
| 2    | Godoy Cruz         | 33 | 16 | 10 | 3 | 3 | 27 | 14 | +13 | Classificado para a Copa Libertadores de 2017              |
| 3    | Independiente      | 27 | 16 | 7  | 6 | 3 | 22 | 12 | +10 |                                                            |
| 4    | Arsenal de Sarandí | 27 | 16 | 8  | 3 | 5 | 21 | 15 | +6  |                                                            |
| 5    | Gimnasia y Esgrima | 25 | 16 | 7  | 4 | 5 | 19 | 19 | 0   |                                                            |
| 6    | Vélez Sársfield    | 24 | 16 | 7  | 3 | 6 | 20 | 19 | +1  |                                                            |
| 7    | Rosário Central    | 20 | 16 | 5  | 5 | 6 | 19 | 16 | +3  |                                                            |
| 8    | Patronato          | 20 | 16 | 5  | 5 | 6 | 19 | 23 | –4  |                                                            |
| 9    | River Plate        | 18 | 16 | 4  | 6 | 6 | 21 | 22 | –1  |                                                            |
| 10   | Sarmiento          | 17 | 16 | 4  | 5 | 7 | 10 | 18 | –8  |                                                            |
| 11   | Colón              | 17 | 16 | 5  | 2 | 9 | 21 | 31 | –10 |                                                            |
| 12   | Belgrano           | 16 | 16 | 4  | 4 | 8 | 21 | 24 | –3  |                                                            |
| 13   | Banfield           | 15 | 16 | 2  | 9 | 5 | 15 | 20 | –5  |                                                            |
| 14   | Quilmes            | 15 | 16 | 3  | 6 | 7 | 21 | 32 | –11 |                                                            |
| 15   | Olimpo             | 13 | 16 | 3  | 4 | 9 | 11 | 20 | –9  |                                                            |

### Zona 2
| Pos. | Equipes             | P  | J  | V  | E | D  | GP | GC | SG  | Classificação                                                |
| ---- | ------------------- | -- | -- | -- | - | -- | -- | -- | --- | ------------------------------------------------------------ |
| 1    | Lanús               | 38 | 16 | 12 | 2 | 2  | 28 | 10 | +18 | Classificado para a Final e para a Copa Libertadores de 2017 |
| 2    | Estudiantes         | 32 | 16 | 9  | 5 | 2  | 25 | 11 | +14 | Classificado para a Copa Libertadores de 2017                |
| 3    | Atlético Tucumán    | 30 | 16 | 9  | 3 | 4  | 26 | 19 | +7  |                                                              |
| 4    | Defensa y Justicia  | 25 | 16 | 7  | 4 | 5  | 25 | 16 | +9  |                                                              |
| 5    | Huracán             | 25 | 16 | 7  | 4 | 5  | 21 | 15 | +6  |                                                              |
| 6    | Racing              | 24 | 16 | 6  | 6 | 4  | 29 | 26 | +3  |                                                              |
| 7    | San Martín          | 23 | 16 | 6  | 5 | 5  | 23 | 20 | +3  |                                                              |
| 8    | Unión               | 22 | 16 | 5  | 7 | 4  | 24 | 22 | +2  |                                                              |
| 9    | Tigre               | 20 | 16 | 5  | 5 | 6  | 21 | 17 | +4  |                                                              |
| 10   | Boca Juniors        | 20 | 16 | 5  | 5 | 6  | 15 | 13 | +2  |                                                              |
| 11   | Aldosivi            | 17 | 16 | 4  | 5 | 7  | 19 | 28 | –9  |                                                              |
| 12   | Newell's Old Boys   | 16 | 16 | 3  | 7 | 6  | 16 | 21 | –5  |                                                              |
| 13   | Temperley           | 16 | 16 | 4  | 4 | 8  | 14 | 21 | –7  |                                                              |
| 14   | Argentinos Juniors  | 12 | 16 | 2  | 6 | 8  | 11 | 29 | –18 |                                                              |
| 15   | Atlético de Rafaela | 9  | 16 | 2  | 3 | 11 | 14 | 32 | –18 |                                                              |

## Fase Final

### PlayOff da Copa Libertadores
Os segundos colocados em cada zona se classificaram a Copa Libertadores de 2017 e disputaram uma partida em estádio neutro. O vencedor deste playoff se qualificou diretamente para a segunda fase (ocupando a posição Argentina 3), e o perdedor se classificou para a primeira fase do torneio (ocupando a posição Argentina 4). Porém, com as alterações feitas pela CONMEBOL nas competições internacionais do ano de 2017, o Godoy Cruz (Argentina 4) também ganhou uma vaga na fase de grupos da Copa Libertadores de 2017.
| 28 de maio    | Godoy Cruz | 0 – 1 | Estudiantes   | Estádio Mario Alberto Kempes, Córdoba |
| 17:00 (UTC-3) |            |       | 15' Cavallaro | Público: 3 877 Árbitro: Silvio Trucco |

### Final
| 29 de maio    | San Lorenzo | 0 – 4 | Lanús                                             | Estádio Monumental de Núñez, Buenos Aires |
| 16:15 (UTC-3) |             |       | 17' Benítez · 58' Almirón · 73' Sand · 88' Acosta | Público: 52 260 Árbitro: Darío Herrere    |

## Premiação
| Campeonato Argentino de 2016 |
| Argentina                    |
| ---------------------------- |
| Lanús Campeão (2º título)    |

## Rebaixamento
No final da temporada a classificação geral é baseada em coeficientes, que levam em consideração os pontos obtidos pelos clubes durante temporada atual e as duas últimas temporadas (apenas temporadas na primeira divisão são contados). A soma total é dividido pela quantidade total de jogos disputados na primeira divisão naquelas três temporada e a média é calculada. A equipe com a pior média no final da temporada é rebaixado para Segunda Divisão nacional.
O Argentinos Juniors  foi rebaixado.